# Hans Schuberth
Hans Schuberth, né le 5 avril 1897 à Schwabach et décédé le 2 septembre 1976 à Munich, est un homme politique ouest-allemand, membre de l'Union chrétienne-sociale en Bavière (CSU). Il est le premier ministre fédéral des Télécommunications d'Allemagne de l'Ouest, dans la coalition de Konrad Adenauer.

## Vie professionnelle

### Formation et carrière d'ingénieur
Après avoir passé son Abitur en 1914, il est enrôlé dans la Reichswehr mais doit être amputé d'une jambe après avoir été grièvement blessé au début de la Première Guerre mondiale. Il travaille ensuite à la Maschinenfabrik Deutschland de Dortmund entre 1915 et 1916, achevant cette année-là ses études de génie mécanique à l'institut de technologie de Munich. Il obtient quatre ans plus tard son diplôme d'ingénieur.

### Fonctionnaire des Postes
Il occupe d'abord un poste d'ingénieur chez Deutsche Werke AG, à Dachau et Munich. Il est recruté en 1926 par la Reichspost, après avoir suivi pendant un an des études d'électrotechnique. Il accède au grade de conseiller postal en 1931, puis d'administrateur deux ans plus tard. Transféré de force à l'office central, à Berlin, en 1934, il en est limogé en 1937 pour avoir refusé au Parti national-socialiste des travailleurs allemands (NSDAP) et travaille alors à la direction centrale de Landshut jusqu'à sa mutation à Munich, en 1943.
Après la Seconde Guerre mondiale, il est tout d'abord désigné vice-président de la direction générale des postes à Munich en 1945, puis il prend la tête de la direction de Ratisbonne au mois d'octobre suivant. Deux ans plus tard, il est nommé président de la direction des postes de Munich.

## Vie politique

### Les débuts régionaux
Il adhère à l'Union chrétienne-sociale en Bavière (CSU) dès 1945.
Il est choisi en 1947 comme secrétaire d'État pour les Postes et les Télécommunications du ministère des Transports du Land de Bavière. Il renonce rapidement, du fait de son élection au poste de directeur de l'administration des Postes et des Télécommunications de la zone d'occupation américaine en Allemagne, dont il démissionne en 1949.

### Carrière fédérale
Le 20 septembre, Hans Schuberth se voit en effet nommé ministre fédéral des Affaires des télécommunications dans le premier gouvernement ouest-allemand, dirigé par le chrétien-démocrate Konrad Adenauer. Son portefeuille est rebaptisé en ministère fédéral des Postes et des Télécommunications au bout d'un an. Il est élu député fédéral aux élections de 1953, puis reconduit à son poste. Il en démissionne cependant le 9 décembre au profit de Siegfried Balke, afin de rétablir l'équilibre religieux au sein du cabinet.
Avec d'autres députés de la CSU et du Parti allemand (DP), il tente ensuite de faire abroger l'article 102 de la Loi fondamentale, qui abolit la peine de mort. En 1957, il ne se représente pas au Bundestag et se retire de la vie politique. Il est enterré au cimetière de l'Ouest de Munich.